# Cyphon padi
Cyphon padi is een keversoort uit de familie moerasweekschilden (Scirtidae). De wetenschappelijke naam van de soort werd in 1758 gepubliceerd door Carl Linnaeus.